# Heligmonevra gracilis
Heligmonevra gracilis là một loài ruồi trong họ Asilidae. Heligmonevra gracilis được Martin miêu tả năm 1964. Loài này phân bố ở vùng nhiệt đới châu Phi.